# NGC 6316
NGC 6316 ist ein 8,1 mag heller Kugelsternhaufen der Klasse III im Sternbild Schlangenträger. 
Er wurde am 24. Mai 1784 von Wilhelm Herschel mit einem 18,7-Zoll-Spiegelteleskop entdeckt, der ihn dabei mit „B R vgmbM“ beschrieb. John Herschel notierte bei zwei Beobachtung mit einem 18-Zoll-Spiegelteleskop im Jahr 1847 „globular, pB, R, pgvmbM, 2′, resolved into stars 16..17th mag“ und „globular, B, R, gbM, resolvable, 90 arcseconds, has 2 small stars very near“.